# 弗納 (加利福尼亞州)
弗納（英語：Virner）是位於美國加利福尼亞州埃爾多拉多縣的一個非建制地區。該地的面積和人口皆未知。

## 地理
弗納的座標為38°56′41″N 120°44′47″W / 38.94472°N 120.74639°W，而該地的平均海拔高度為1012米（即3320英尺）。